# ジョージ・ヤング (陸上選手)
ジョージ・ヤング (George Young, 1937年7月24日 - 2022年11月8日) は、アメリカ合衆国の陸上競技選手。1960年代から1970年代にかけて活躍した中長距離ランナー。1968年メキシコシティーオリンピックの銅メダリストである。ニューメキシコ州ロズウェル出身。

## 経歴
ヤングは、ニューメキシコ州シルヴァーシティのウェスタン・ハイスクール卒業後、アリゾナ大学に進学。陸上競技に取り組む。最終学年になり、3000m障害を始め、全米選手権で2位という結果を残した。
ヤングは、1959年に大学を卒業。翌年の1960年ローマオリンピックに出場する。3000m障害に出場したが。予選で障害につまづいて倒れ、4位となり、3位までが出場できる決勝に惜しくも出場することができなかった。翌1961年、3000m障害で8分31秒0の米国新記録を樹立する。
ヤングは、ローマ大会に引き続いて1964年東京オリンピックでも3000m障害に出場する。この大会は決勝に進出し、5位入賞を果たした。1968年のメキシコシティーオリンピック開催の年の序盤に、3000m障害で8分30秒6と、自身が持っていた米国記録を更新すると、2マイルでも8分22秒0の米国新記録を樹立。
ヤングは、メキシコシティーオリンピックでは3大会連続となる3000m障害に出場。スローな展開の中、8分51秒8でケニアのアモス・ビウォット、ベンジャミン・コゴに次いで3位となり銅メダルを獲得した。さらに5日後、マラソンにも出場。トップから約11分遅れの16位で完走を果たした。ヤングは、翌1969年、屋内の2マイルで8分27秒2、同じく3マイルで13分09秒8の世界新記録を樹立した。
ヤングは、4大会連続となる1972年ミュンヘンオリンピックには5000mの代表として出場。しかし、予選で13分41秒2で4位となり、惜しくも決勝進出はならなかった。
ヤングは、引退後、中央アリゾナ大学において複数の競技のコーチに就任する。1988年のクロスカントリーの国内タイトルなど14ものタイトルを獲得。1988年にはNJCAA（全米ジュニアカレッジ体育協会）のコーチオブザイヤーに輝いている。
2022年11月8日、アリゾナ州カサ・グランデの自宅で死去。85歳没。

## 主な実績
| 年   | 大会         | 場所                       | 種目      | 結果      | 記録           |
| ---- | ------------ | -------------------------- | --------- | --------- | -------------- |
| 1960 | オリンピック | ローマ(イタリア)           | 3000m障害 | 4位（sf） | 8分50秒8       |
| 1964 | オリンピック | 東京(日本)                 | 3000m障害 | 5位       | 8分38秒2       |
| 1968 | オリンピック | メキシコシティ(メキシコ)   | 3000m障害 | 3位       | 8分51秒8       |
| 1968 | オリンピック | メキシコシティ（メキシコ） | マラソン  | 16位      | 2時間31分15秒0 |
| 1972 | オリンピック | ミュンヘン(西ドイツ)       | 5000m     | 4位（sf） | 13分41秒2      |

- sfは準決勝